# Nucleus commissurae posterioris
Der Nucleus commissurae posterioris ist ein Kerngebiet, welches sich im Bereich der hinteren Kommissur im Mittelhirn befindet. Er liegt zwischen oberen Hügel und dem rückenseitigen Ende des Thalamus, unterhalb der Area pretectalis und seitlich des zentralen Höhlengraus und steuert vermutlich die vertikalen Blickbewegungen. Das Kerngebiet kann in fünf Untergruppen unterteilt werden. Eine davon, der Nucleus subcommisuralis, schließt das Organum subcommissurale ein. Schädigungen des Kerns werden vor allem durch Tumoren der Zirbeldrüse verursacht. Sie führen zu Störungen der Blickbewegungen nach oben.
Fälschlicherweise wird der Nucleus commissurae posterioris nach Liweri Ossipowitsch Darkschewitsch auch als Nucleus Darkschewitsch oder Darkschewitsch-Kern bezeichnet. Darkschewitsch beschrieb jedoch ein anderes Kerngebiet oberhalb des Nucleus interstitialis, welches nicht an Augenbewegungen beteiligt ist.